# Julio César León
Julio César León (* 2. Februar 1925 in Trujillo; † 17. August 2025) war ein Radrennfahrer aus Venezuela.
Julio César León war der erste Sportler aus Venezuela, der bei Olympischen Spielen startete: Er bestritt zwei Radsport-Disziplinen bei den Olympischen Spielen 1948 in London. Im Zeitfahren belegte er Platz 14 (von 21), im Sprint schied er in der zweiten Runde gegen den Italiener Mario Ghella aus, der später die Goldmedaille errang. León war 1948 auch der einzige Starter aus Venezuela.
Für León war die Teilnahme an den Spielen in London in mehrfacher Hinsicht ein Erlebnis: Bevor er an den Bahn-Wettbewerben in Herne Hill teilnahm, hatte er noch nie eine Radrennbahn gesehen. Zudem schaute er bei seinem Aufenthalt in England zum ersten Mal in seinem Leben Fernsehen. 1959 gewann er das 1000-Meter-Zeitfahren bei den Zentralamerika- und Karibikspielen.
León startete auch bei Weltmeisterschaften und fuhr kurze Zeit für das Bianchi-Team in Italien, dessen Kapitän Fausto Coppi war. Anschließend kehrte er nach Venezuela zurück, um Maschinenbau zu studieren. Er fuhr weiter Radrennen und errang in 25 Jahren zahlreiche nationale Titel.
2008 wurde Julio César León zu den Olympischen Spielen 2008 nach Peking eingeladen, aus Anlass des 60-jährigen Jubiläums seines Olympiastarts. Zu den Olympischen Spielen 2012 in London sollte er als Mitglied der venezolanischen Delegation reisen und auch an der Eröffnungsfeier teilnehmen.